# Holohlavy
Holohlavy (deutsch Holochau) ist eine Gemeinde im Okres Hradec Králové in Tschechien.

## Geographie
Holohlavy liegt rund drei Kilometer von Hradec Králové entfernt. An Holohlavy grenzende Gemeinden sind Smiřice, Habřina und Černožice.
Durch das Gemeindegebiet von Holohlavy verläuft die Dálnice 11, ein Teil der Europastraße 67, bei der Holohlavy über eine Autobahnanschlussstelle verfügt. Östlich von dieser gibt es auch eine Landstraße, die das Dorf ebenfalls an die umliegenden Gemeinden anbindet. Durch Holohlavy verläuft außerdem eine Bahnstrecke, allerdings gibt es keinen örtlichen Bahnhof, lediglich in der Nachbarstadt Smiřice ist der Ein- und Ausstieg möglich. Im Osten von Holohlavy befindet sich die Elbe, im Gebiet der Gemeinde selbst fließen die Flüsse Jordán (nicht zu verwechseln mit dem bekannterem Fluss) und Rodovský potok. Der westliche Teil Holohlavys besteht fast ausschließlich aus landwirtschaftlich genutzten Flächen und ist nicht bebaut.

## Geschichte
Holohlavy wurde 1318 erstmals urkundlich erwähnt. Der Name leitet sich von einer Bezeichnung für die damals vermeintlich glatzköpfige Bevölkerung des Dorfs ab.
Die Schule Holohlavys wurde im 16. Jahrhundert oder früher gegründet. 1588 wurde davon berichtet, dass die Schule aus Stein gebaut wurde und über zwei Räume verfügte. 1930–1932 wurde ein neues Schulgebäude erbaut, welches anfangs über drei Klassen verfügte.

## Ortsteile
- Holohlavy

## Bevölkerungsentwicklung
| Jahr      | 1869 | 1880 | 1890 | 1900 | 1910 | 1921 | 1930 | 1950 | 1961 | 1970 | 1980 | 1991 | 2001 | 2011 | 2021 |
| --------- | ---- | ---- | ---- | ---- | ---- | ---- | ---- | ---- | ---- | ---- | ---- | ---- | ---- | ---- | ---- |
| Einwohner | 641  | 828  | 843  | 876  | 820  | 793  | 854  | 608  | 681  | 746  | 705  | 723  | 812  | 869  | 889  |

## Sehenswürdigkeiten
- Johanneskirche
- Bildstock
- Pfarrhaus
- Krankenhaus (Renaissance)

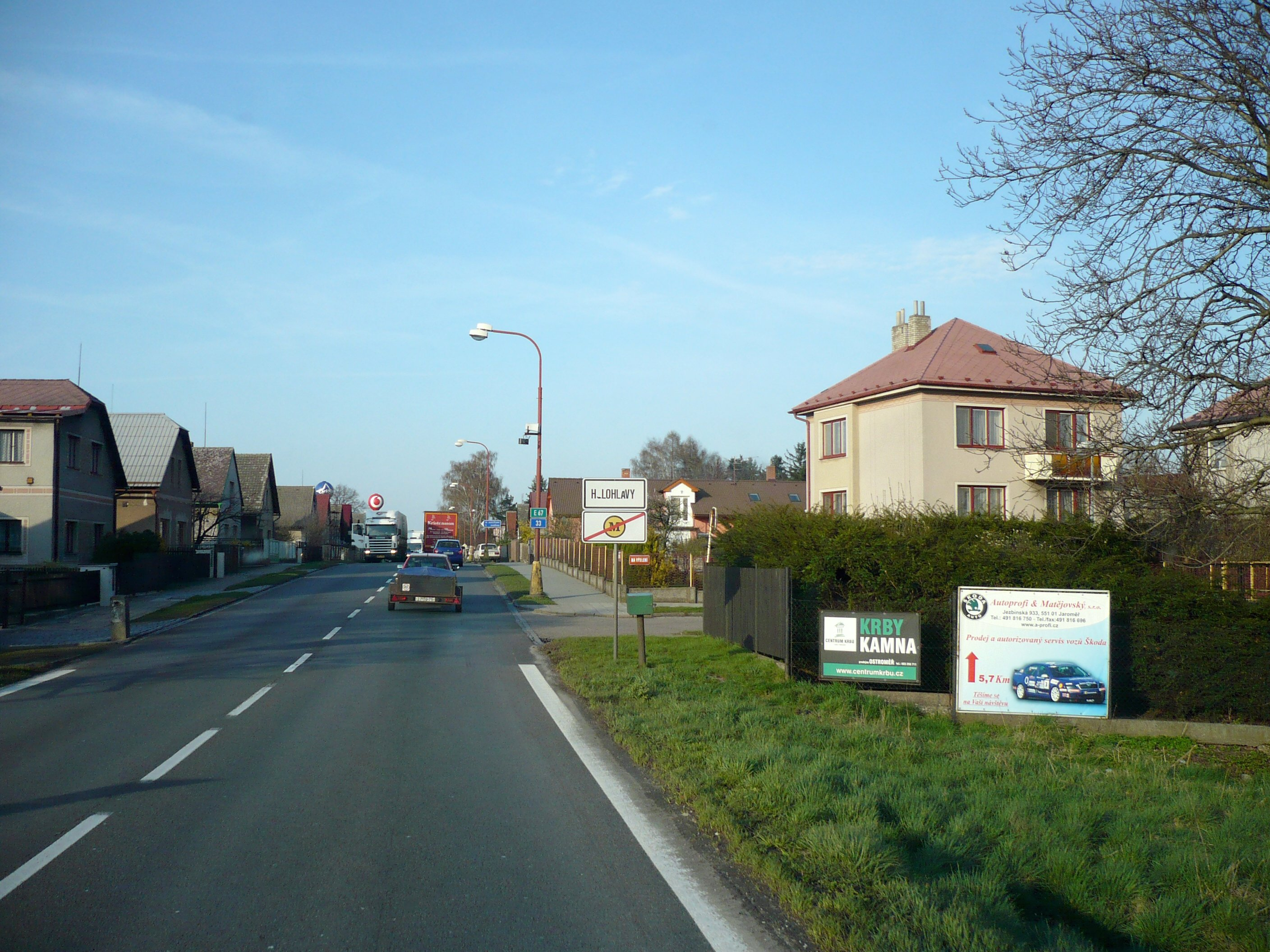
Straße in Holohlavy
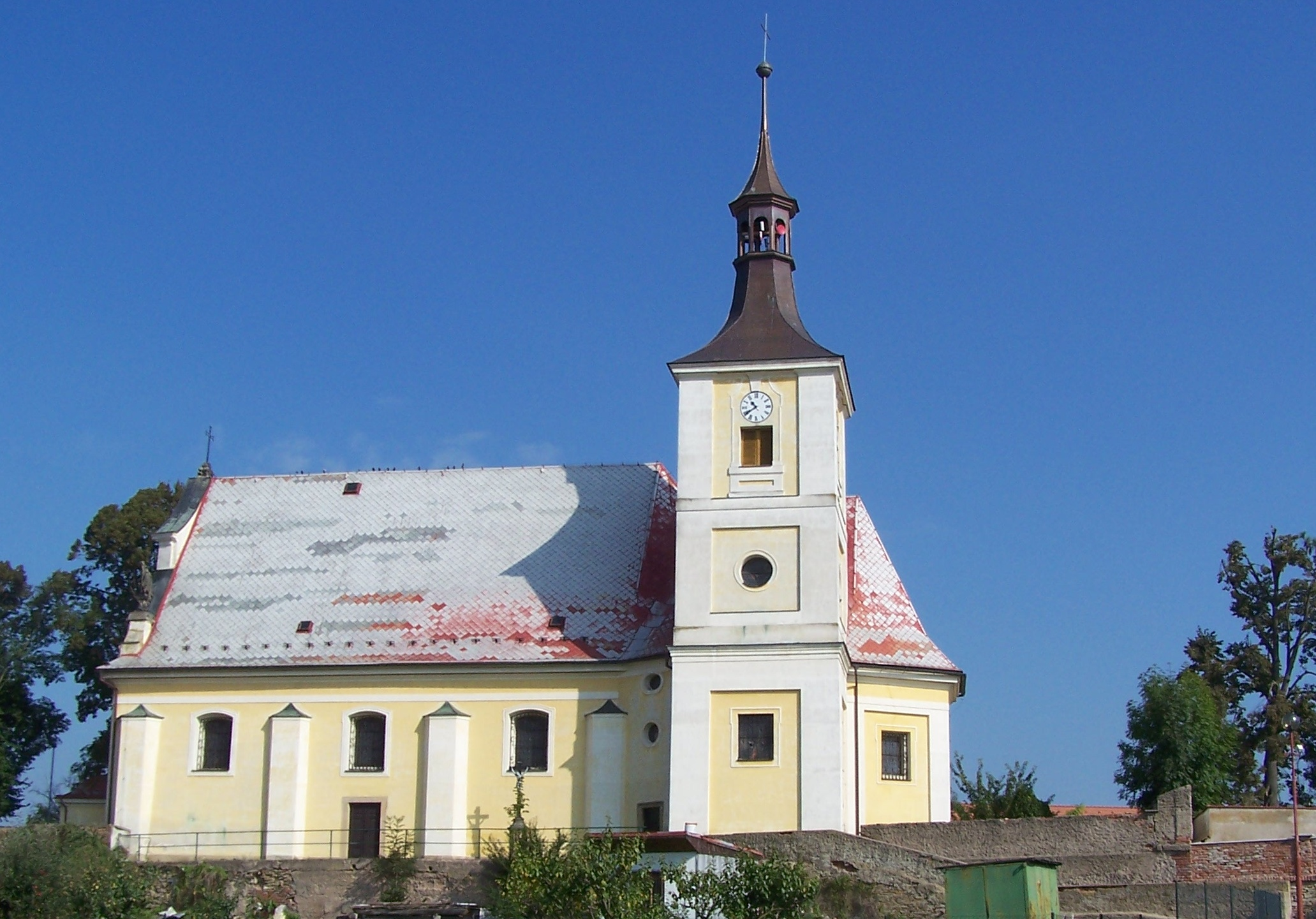
Johanneskirche
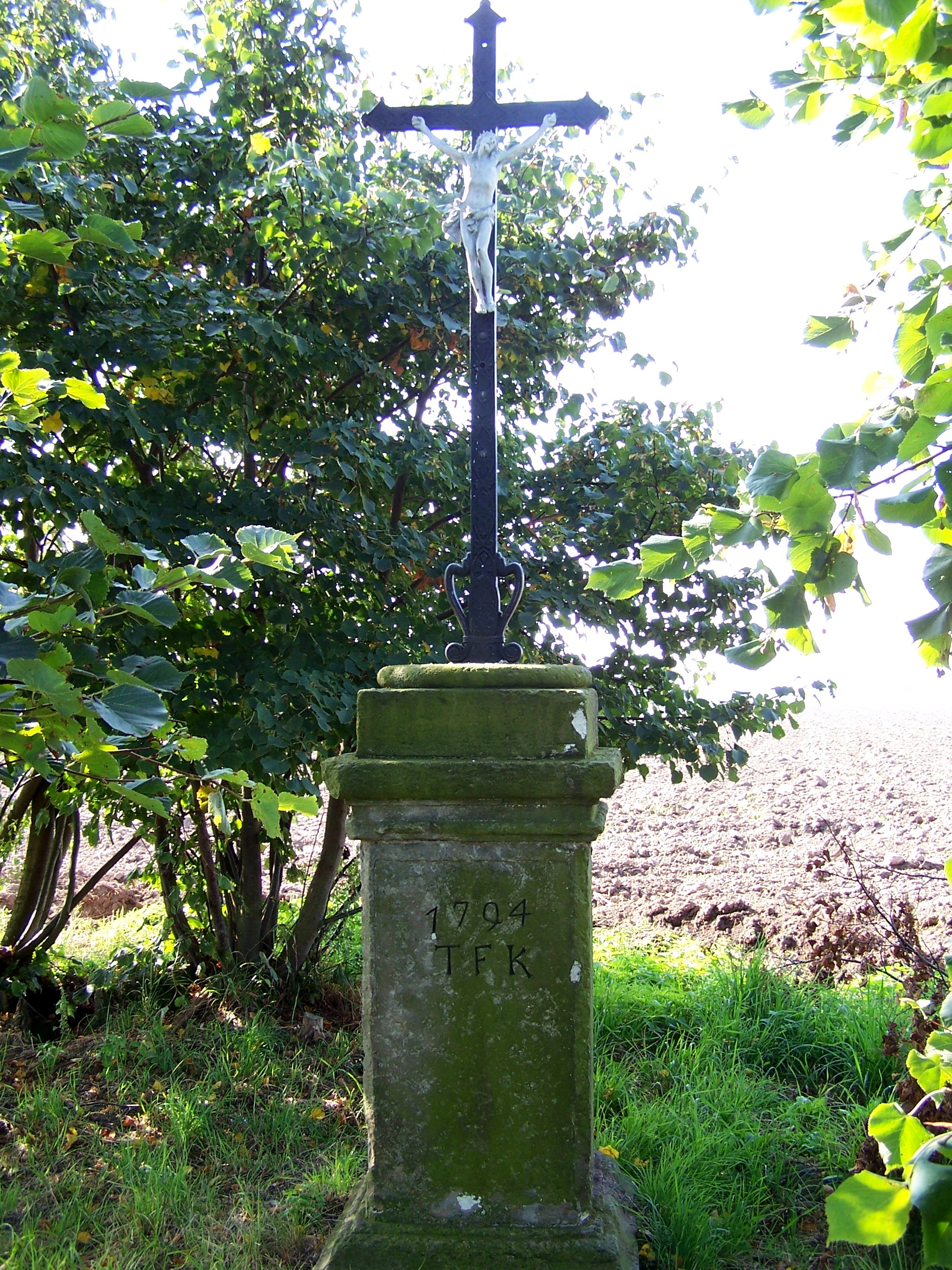
Bildstock
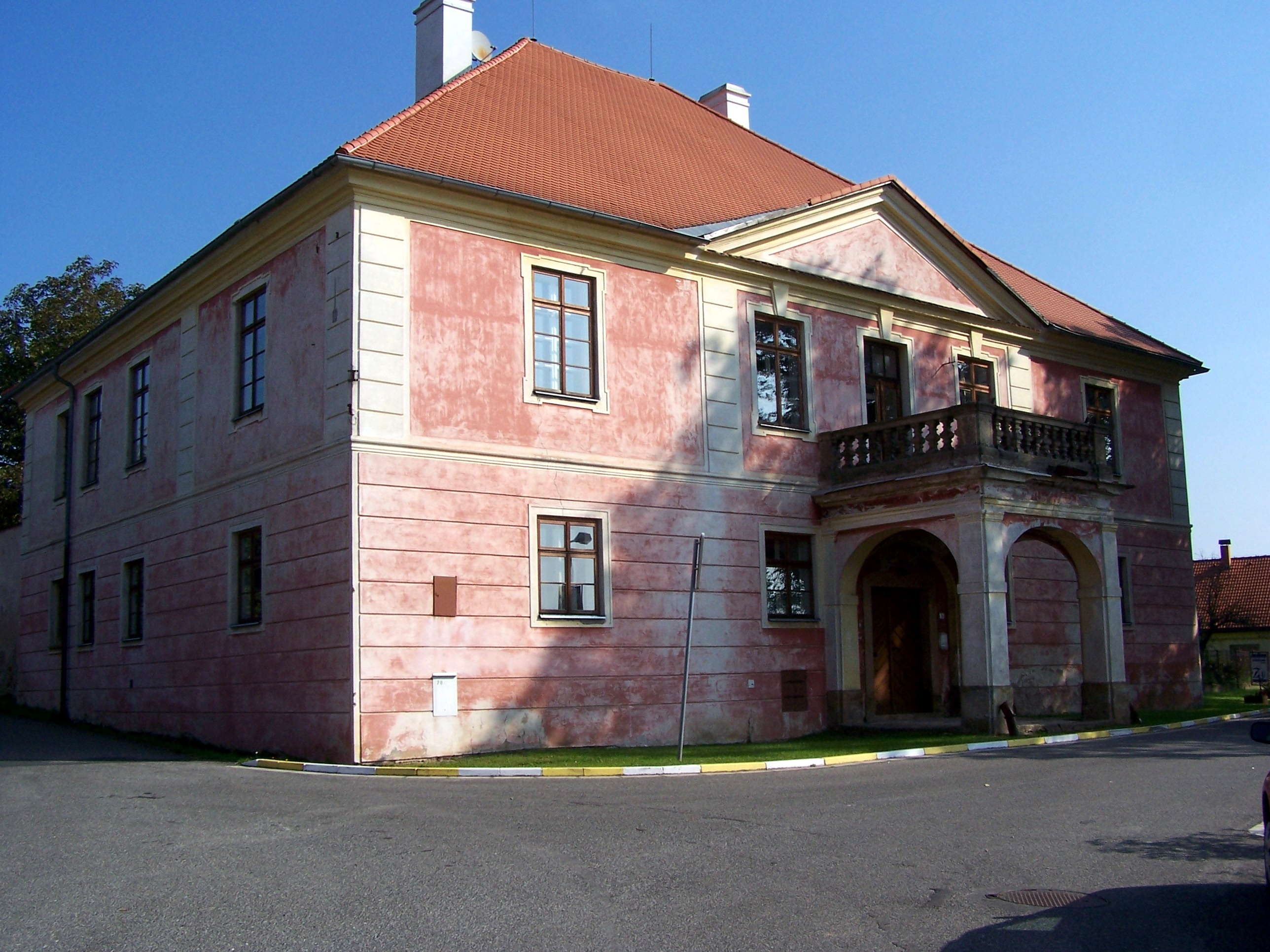
Pfarrhaus
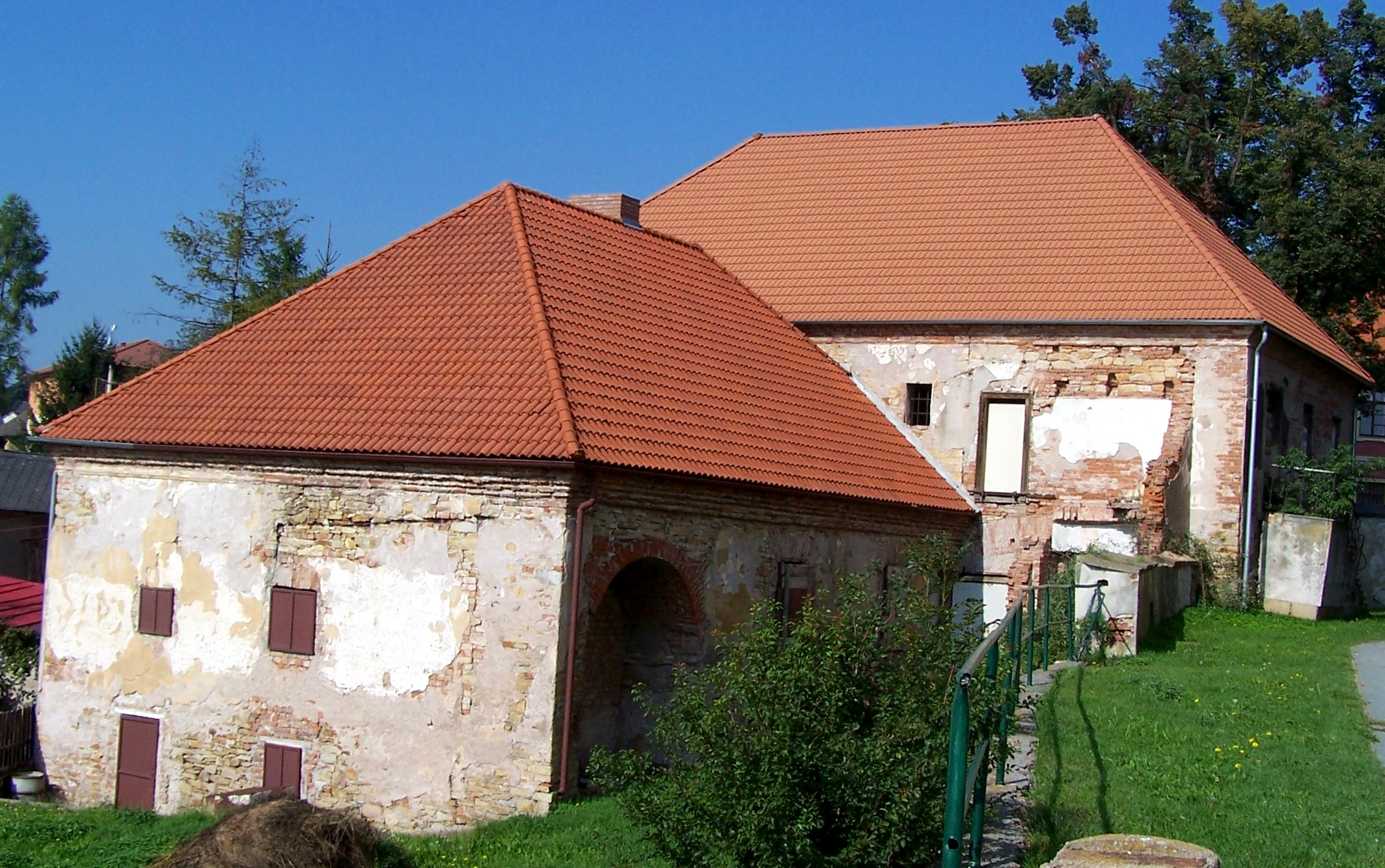
Krankenhaus (Renaissance)
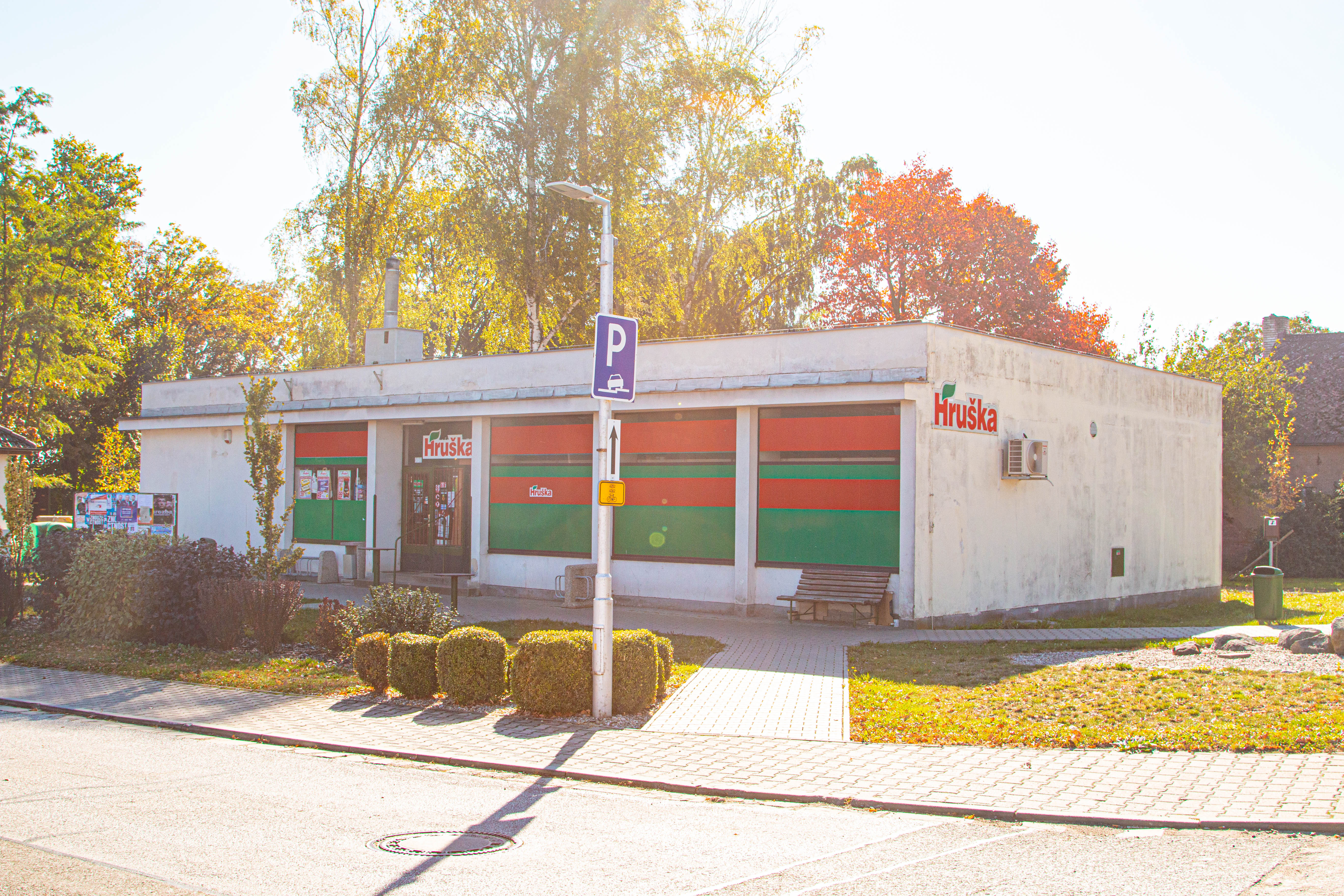
Supermarkt